# Alexandru Cișman
Alexandru Cișman (n. 18 august 1897, Iași – d. 26 iulie 1967, Timișoara) a fost un fizician român, membru corespondent al Academiei Române din anul 1963.

## Biografie
A efectuat teza de doctorat cu titlul Viteza sunetului în lichide sub îndrumarea lui Petru Bogdan. A investigat ulterior gazele ionizate.
A fost membru corespondent al Academiei de Științe din România începând cu 21 decembrie 1935.